# Валата (Авелино)
Валата (итал. Vallata) је насеље у Италији у округу Авелино, региону Кампанија.
Према процени из 2011. у насељу је живело 1760 становника. Насеље се налази на надморској висини од 851 м.

## Становништво
| 1931. | 1936. | 1951. | 1961. | 1971. | 1981. | 1991. | 2001. | 2011. |
| ----- | ----- | ----- | ----- | ----- | ----- | ----- | ----- | ----- |
| 4.305 | 4.798 | 5.164 | 5.117 | 4.552 | 3.985 | 3.584 | 3.109 | 2.856 |